# Élections municipales de 2016 à Londres
Pour un article plus général, voir Élections locales britanniques de 2016.

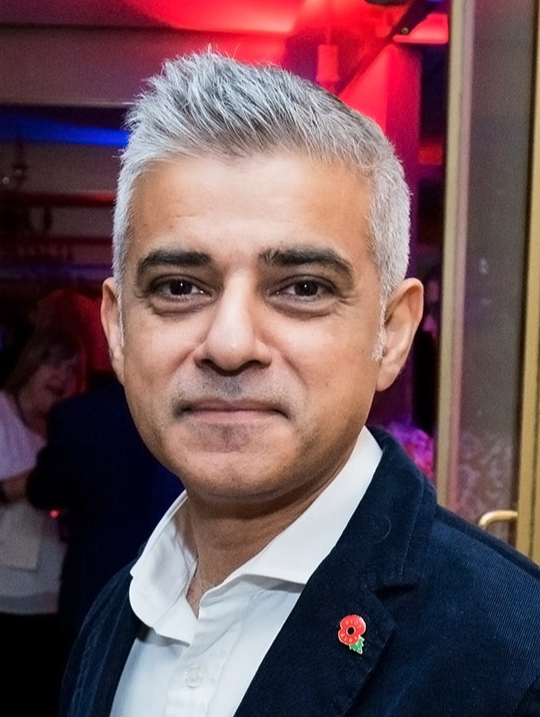
Sadiq Khan est élu maire de Londres.

Les élections municipales de 2016 à Londres ont eu lieu le 5 mai 2016.

## Élection du maire

### Campagne

#### Choix du candidat travailliste
Le candidat travailliste est choisi entre le 14 août et le 10 septembre 2015

##### 1ertour
| Candidats | Candidats        | Adhérents du parti | Adhérents du parti | Soutiens enregistrés | Soutiens enregistrés | Soutiens affiliés | Soutiens affiliés | Total  | Total |
| Candidats | Candidats        | Voix               | %                  | Voix                 | %                    | Voix              | %                 | Voix   | %     |
| --------- | ---------------- | ------------------ | ------------------ | -------------------- | -------------------- | ----------------- | ----------------- | ------ | ----- |
|           | Sadiq Khan       | 17 518             | 33,8               | 11 077               | 42,1                 | 4 331             | 44,1              | 32 926 | 37,5  |
|           | Tessa Jowell     | 19 324             | 37,3               | 4 442                | 16,9                 | 2 355             | 24,0              | 26 121 | 29,7  |
|           | Diane Abbott     | 6 890              | 13,3               | 6 216                | 23,6                 | 1 692             | 17,2              | 14 798 | 16,8  |
|           | David Lammy      | 5 191              | 10,0               | 2 318                | 8,8                  | 746               | 7,6               | 8 255  | 9,4   |
|           | Christian Wolmar | 2 195              | 4,2                | 1 997                | 7,6                  | 537               | 5,5               | 4 729  | 5,4   |
|           | Gareth Thomas    | 650                | 1,3                | 241                  | 0,9                  | 164               | 1,7               | 1 055  | 1,2   |

##### 2etour
| Candidats | Candidats        | Adhérents du parti | Adhérents du parti | Soutiens enregistrés | Soutiens enregistrés | Soutiens affiliés | Soutiens affiliés | Total  | Total |
| Candidats | Candidats        | Voix               | %                  | Voix                 | %                    | Voix              | %                 | Voix   | %     |
| --------- | ---------------- | ------------------ | ------------------ | -------------------- | -------------------- | ----------------- | ----------------- | ------ | ----- |
|           | Sadiq Khan       | 17 665             | 34,2               | 11 121               | 42,4                 | 4 355             | 44,4              | 33 141 | 37,8  |
|           | Tessa Jowell     | 19 535             | 37,8               | 4 477                | 17,1                 | 2 394             | 24,4              | 26 406 | 30,1  |
|           | Diane Abbott     | 6 943              | 13,4               | 6 238                | 23,8                 | 1 710             | 17,4              | 14 891 | 17,0  |
|           | David Lammy      | 5 279              | 10,2               | 2 353                | 9,0                  | 760               | 7,8               | 8 392  | 9,6   |
|           | Christian Wolmar | 2 288              | 4,4                | 2 057                | 7,8                  | 582               | 5,9               | 4 927  | 5,6   |

##### 3etour
| Candidats | Candidats    | Adhérents du parti | Adhérents du parti | Soutiens enregistrés | Soutiens enregistrés | Soutiens affiliés | Soutiens affiliés | Total  | Total |
| Candidats | Candidats    | Voix               | %                  | Voix                 | %                    | Voix              | %                 | Voix   | %     |
| --------- | ------------ | ------------------ | ------------------ | -------------------- | -------------------- | ----------------- | ----------------- | ------ | ----- |
|           | Sadiq Khan   | 18 433             | 35,8               | 11 835               | 45,6                 | 4 545             | 46,8              | 34 813 | 40,0  |
|           | Tessa Jowell | 20 064             | 39,0               | 4 710                | 18,1                 | 2 498             | 25,7              | 27 272 | 31,3  |
|           | Diane Abbott | 7 323              | 14,2               | 6 737                | 26,0                 | 1 818             | 18,7              | 15 878 | 18,2  |
|           | David Lammy  | 5 632              | 10,9               | 2 671                | 10,3                 | 844               | 8,7               | 9 147  | 10,5  |

##### 4etour
| Candidats | Candidats    | Adhérents du parti | Adhérents du parti | Soutiens enregistrés | Soutiens enregistrés | Soutiens affiliés | Soutiens affiliés | Total  | Total |
| Candidats | Candidats    | Voix               | %                  | Voix                 | %                    | Voix              | %                 | Voix   | %     |
| --------- | ------------ | ------------------ | ------------------ | -------------------- | -------------------- | ----------------- | ----------------- | ------ | ----- |
|           | Sadiq Khan   | 20 628             | 40,5               | 12 944               | 50,7                 | 4 868             | 50,7              | 38 440 | 44,7  |
|           | Tessa Jowell | 21 851             | 43,0               | 5 237                | 20,5                 | 2 697             | 28,1              | 29 785 | 34,6  |
|           | Diane Abbott | 8 396              | 16,5               | 7 345                | 28,8                 | 2 043             | 21,3              | 17 784 | 20,7  |

##### 5etour
| Candidats | Candidats    | Adhérents du parti | Adhérents du parti | Soutiens enregistrés | Soutiens enregistrés | Soutiens affiliés | Soutiens affiliés | Total  | Total |
| Candidats | Candidats    | Voix               | %                  | Voix                 | %                    | Voix              | %                 | Voix   | %     |
| --------- | ------------ | ------------------ | ------------------ | -------------------- | -------------------- | ----------------- | ----------------- | ------ | ----- |
|           | Sadiq Khan   | 24 983             | 51,0               | 17 179               | 73,0                 | 5 990             | 65,2              | 48 152 | 58,9  |
|           | Tessa Jowell | 24 019             | 49,0               | 6 351                | 27,0                 | 3 203             | 34,8              | 33 573 | 41,1  |

#### Choix du candidat conservateur
Le candidat conservateur est choisi le 2 octobre 2015
| Candidats | Candidats          | Voix  | %    |
| --------- | ------------------ | ----- | ---- |
|           | Zac Goldsmith      | 6 514 | 70,6 |
|           | Syed Kamall        | 1 477 | 16,0 |
|           | Stephen Greenhalgh | 864   | 9,4  |
|           | Andrew Boff        | 372   | 4,0  |
|           |                    |       |      |
| Total     | Total              | 9 227 | 100  |

### Sondages

#### Goldsmith-Khan
| Date             | Institut  | Première préférence | Première préférence | Première préférence | Première préférence | Première préférence | Première préférence | Première préférence |           | 2d tour | 2d tour |
| Date             | Institut  | Goldsmith           | Khan                | Berry               | Pidgeon             | Whittle             | Galloway            | Autres              | Goldsmith | Khan    |         |
| ---------------- | --------- | ------------------- | ------------------- | ------------------- | ------------------- | ------------------- | ------------------- | ------------------- | --------- | ------- | ------- |
| Date             | Institut  |                     |                     |                     |                     |                     |                     |                     |           |         |         |
| 02.05-04.05.2016 | YouGov    | 32 %                | 43 %                | 7 %                 | 6 %                 | 7 %                 | 1 %                 | 4 %                 | 43 %      | 57 %    |         |
| 28.04-03.05.2016 | ComRes    | 36 %                | 45 %                | 6 %                 | 6 %                 | 4 %                 | 1 %                 | 2 %                 | 44 %      | 56 %    |         |
| 26.04-03.05.2016 | TNS       | 33 %                | 45 %                | 4 %                 | 7 %                 | 5 %                 | < 1 %               | 5 %                 | 43 %      | 57 %    |         |
| 26.04-01.05.2016 | Opinium   | 35 %                | 48 %                | 5 %                 | 4 %                 | 5 %                 | < 1 %               | 3 %                 | 43 %      | 57 %    |         |
| 21.04-25.04.2016 | Survation | 34 %                | 49 %                | 3 %                 | 3 %                 | 5 %                 | 2 %                 | 4 %                 | 40 %      | 60 %    |         |
| 15.04-19.04.2016 | YouGov    | 32 %                | 48 %                | 6 %                 | 5 %                 | 7 %                 | < 1 %               | 2 %                 | 40 %      | 60 %    |         |
| 30.03-03.04.2016 | ComRes    | 37 %                | 44 %                | 4 %                 | 7 %                 | 5 %                 | 2 %                 | 1 %                 | 45 %      | 55 %    |         |
| 30.03-03.04.2016 | Opinium   | 39 %                | 49 %                | 3 %                 | 4 %                 | 4 %                 | 1 %                 | -                   | 46 %      | 54 %    |         |
| 14.03-17.03.2016 | ComRes    | 39 %                | 42 %                | 6 %                 | 6 %                 | 5 %                 | 1 %                 | 1 %                 | 47 %      | 53 %    |         |
| 08.03-10.03.2016 | YouGov    | 36 %                | 45 %                | 4 %                 | 5 %                 | 7 %                 | 2 %                 | 1 %                 | 45 %      | 55 %    |         |
| 02.03-07.03.2016 | Opinium   | 42 %                | 48 %                | 3 %                 | 3 %                 | 3 %                 | 1 %                 | -                   | 45 %      | 55 %    |         |
| 04.01-06.01.2016 | YouGov    | 35 %                | 45 %                | 5 %                 | 4 %                 | 6 %                 | 2 %                 | 2 %                 | 45 %      | 55 %    |         |
| 18.11-21.11.2015 | YouGov    | 38 %                | 42 %                | 5 %                 | 5 %                 | 6 %                 | -                   | 3 %                 | 47 %      | 53 %    |         |
| 06.10-08.10.2015 | YouGov    | -                   | -                   | -                   | -                   | -                   | -                   | -                   | 49 %      | 51 %    |         |
| 10.08-12.08.2015 | YouGov    | -                   | -                   | -                   | -                   | -                   | -                   | -                   | 54 %      | 46 %    |         |
| 02.07.2015       | YouGov    | -                   | -                   | -                   | -                   | -                   | -                   | -                   | 53 %      | 47 %    |         |
| 08.06-11.06.2015 | YouGov    | -                   | -                   | -                   | -                   | -                   | -                   | -                   | 50 %      | 50 %    |         |

#### Goldsmith-Jowell
| Date             | Institut | 2d tour   | 2d tour |
| Date             | Institut | Goldsmith | Jowell  |
| ---------------- | -------- | --------- | ------- |
| Date             | Institut |           |         |
| 10.08-12.08.2015 | YouGov   | 47 %      | 53 %    |
| 02.07.2015       | YouGov   | 43 %      | 57 %    |
| 08.06-11.06.2015 | YouGov   | 42 %      | 58 %    |

#### Sans nom
| Date             | Institut  | Première préférence | Première préférence | Première préférence | Première préférence | Première préférence | Première préférence |
| Date             | Institut  | Cons.               | Trav.               | Verts               | LibDem              | UKIP                | Respect             |
| ---------------- | --------- | ------------------- | ------------------- | ------------------- | ------------------- | ------------------- | ------------------- |
| Date             | Institut  |                     |                     |                     |                     |                     |                     |
| 12.08-15.08.2015 | Survation | 35 %                | 44 %                | 7 %                 | 5 %                 | 4 %                 | 2 %                 |

### Résultats

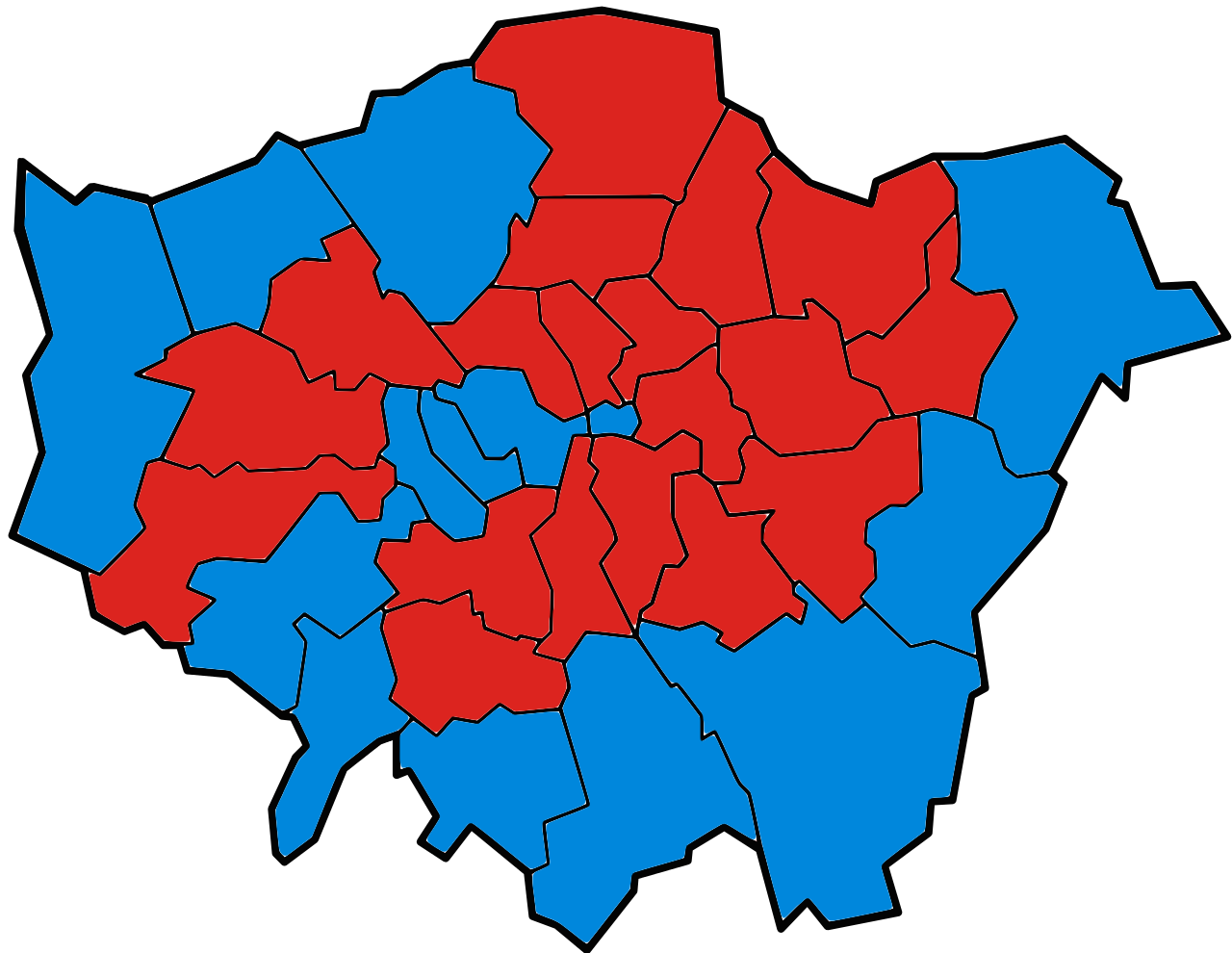
Résultats de l'élection par borough : Sadiq Khan en tête des premiers choix dans les boroughs en rouge, Zac Goldsmith dans ceux en bleu.

Le maire de Londres est élu au suffrage universel en suivant une variante du vote alternatif. Chaque électeur a droit à un premier et un second choix. Si aucun candidat ne recueille une majorité absolue de premiers choix, tous les candidats sont éliminés à l'exception des deux mieux classés, et on ajoute à leur score le nombre de bulletins où ils apparaissent en second choix. C'est celui des deux qui a la majorité de premiers et seconds choix qui l'emporte.
| Parti                          | Candidat         | 1er tour  | %    | 2e tour | Total     | %    |
| ------------------------------ | ---------------- | --------- | ---- | ------- | --------- | ---- |
| Parti travailliste             | Sadiq Khan       | 1 148 716 | 44,2 | 161 427 | 1 310 143 | 56,8 |
| Parti conservateur             | Zac Goldsmith    | 909 755   | 35,0 | 84 859  | 994 614   | 43,2 |
| Parti vert                     | Siân Berry       | 150 673   | 5,8  |         |           |      |
| Libéraux-démocrates            | Caroline Pidgeon | 120 005   | 4,6  |         |           |      |
| UKIP                           | Peter Whittle    | 94 373    | 3,6  |         |           |      |
| Women's Equality Party         | Sophie Walker    | 53 055    | 2,0  |         |           |      |
| Parti du respect               | George Galloway  | 37 007    | 1,4  |         |           |      |
| Britain First                  | Paul Golding     | 31 372    | 1,2  |         |           |      |
| Cannabis Is Safer Than Alcohol | Lee Harris       | 20 537    | 0,8  |         |           |      |
| BNP                            | David Furness    | 13 325    | 0,5  |         |           |      |
| Indépendant                    | Prince Zylinski  | 13 202    | 0,5  |         |           |      |
| One Love Party                 | Ankit Love       | 4 941     | 0,2  |         |           |      |

## Élection de l'Assemblée

### Résultats
Les 25 membres de l'Assemblée de Londres sont élus au suffrage universel en suivant un système proportionnel mixte. 14 membres sont élus dans les circonscriptions au scrutin uninominal majoritaire à un tour et les 11 autres sièges sont attribués suivant la méthode d'Hondt.
| Parti               | Circonscriptions (14) | Sièges supplémentaires (11) | Total (25) |
| ------------------- | --------------------- | --------------------------- | ---------- |
| Parti travailliste  | 9                     | 3                           | 12         |
| Parti conservateur  | 5                     | 3                           | 8          |
| Parti vert          | 0                     | 2                           | 2          |
| UKIP                | 0                     | 2                           | 2          |
| Libéraux-démocrates | 0                     | 1                           | 1          |